# ماركو كورتو
ماركو كورتو (بالإيطالية: Marco Curto)‏ هو لاعب كرة قدم إيطالي في مركز الدفاع، ولد في 5 يناير 1999 في نابولي في إيطاليا.

## وصلات خارجية
- ماركو كورتو على موقع قاعدة بيانات كرة القدم.إي يو (الإنجليزية)
- ماركو كورتو على موقع Soccerway.com (الإنجليزية)
- ماركو كورتو على موقع عالم كرة القدم.نت (الإنجليزية)